# Плітман Яків Ісакович
Яків Ісакович Плітман (нар. 13 листопада 1933) — радянський діяч, голова колгоспу імені Куйбишева Овруцького району Житомирської області. Депутат Верховної Ради СРСР 11-го скликання.

## Біографія
Трудову діяльність розпочав у 1953 році в колгоспі.
У 1953—1956 роках — у Радянській армії.
У 1956—1972 роках — тесляр, бригадир рільничої бригади в декількох колгоспах; голова колгоспу імені ХХІІ з'їзду КПРС Житомирської області.
Член КПРС з 1959 року.
Освіта вища. Закінчив Житомирський сільськогосподарський інститут.
З 1972 року — голова колгоспу імені Куйбишева села Нові Велідники Овруцького району Житомирської області.
З 1990-х років — голова приватного сільськогосподарського підприємства «Велідницьке» села Нові Велідники Овруцького району Житомирської області.
Проживав у селі Красилівка Овруцького району Житомирської області.

## Нагороди
- орден «За заслуги» ІІ ступеня (22.06.2007)